# Carlos Ischia
Carlos Luis Ischia (Buenos Aires, 28 de outubro de 1956) é um treinador e ex-futebolista argentino que atuava como meio-campista.

## Trajetória
Até 1984 só havia jogado em quatro clubes da Argentina, transferindo-se nesse ano para Colômbia, jogando ali para clubes como América de Cali e Junior.
Neste último clube, aposentou-se em 1989 devido a uma grave lesão. Posteriormente se converteu em treinador, dirigindo várias equipes de seu país natal e no próprio Junior. Jogou poucas partidas pela Seleção Argentina de Futebol.
No Club Atlético Vélez Sársfield foi assistente de campo de Carlos Bianchi, trabalho este que também realizou no Boca Juniors entre os anos 1998 e 2001, época de glórias do clube, em que foi conquistado - entre outros - uma Copa Intercontinental e duas Copas Libertadores.
Também dirigiu o Club Atlético Rosario Central, porém depois de uma má campanha no Torneo Apertura 2007 decidiu abandonar o clube.
Em dezembro de 2007 foi designado para dirigir o Boca Juniors, depois da renúncia de Miguel Ángel Russo.
Em 28 de agosto de 2008 Ischia consegue seu primeiro título internacional levando o Boca a ser campeão da Recopa Sulamericana 2008.
Em 23 de dezembro de 2008 sagrou-se campeão do Torneo Apertura, sendo este o primeiro título nacional como treinador.
No torneio seguinte, devido a uma má campanha no campeonato nacional e após a eliminação nas oitavas-de-final da Copa Libertadores, a direção do clube decidiu encerrar seu contrato no final da temporada.
Em 3 de dezembro de 2009 assinou com o Atlas de Guadalajara do México.

## Títulos

### Como jogador

#### Torneios locais
| Título                     | Clube           | País     | Ano  |
| -------------------------- | --------------- | -------- | ---- |
| Campeonato colombiano 1986 | América de Cali | Colombia | 1986 |

### Como treinador

#### Torneios locais
| Título                 | Clube           | País      | Ano  |
| ---------------------- | --------------- | --------- | ---- |
| Apertura 2008          | Boca Juniors    | Argentina | 2008 |
| Campeonato Equatoriano | Deportivo Quito | Equador   | 2011 |

#### Copas internacionais
| Título               | Clube        | País      | Ano  |
| -------------------- | ------------ | --------- | ---- |
| Recopa Sul-Americana | Boca Juniors | Argentina | 2008 |